# Marine nationale
Marine nationale (w literaturze obcojęzycznej także Marine Nationale) – francuska marynarka wojenna, rodzaj sił zbrojnych we francuskich siłach zbrojnych. W jej skład wchodzi cała gama statków wodnych pływających od kutrów patrolowych po fregaty i niszczyciele rakietowe oraz jeden lotniskowiec i dziesięć okrętów podwodnych o napędzie nuklearnym (cztery z nich są przystosowane do wystrzeliwania pocisków balistycznych).
Dewizą francuskiej marynarki wojennej jest Honneur, Patrie, Valeur, Discipline („Honor, Ojczyzna, Męstwo, Dyscyplina”).

## Organizacja
Marynarka wojenna zorganizowana jest następująco:
- Force d’Action Navale (siły nawodne)
- Forces Sous-marines (siły podwodne), strategiczne okręty nuklearne floty bazujące na Île Longue
- Aviation Navale (siły powietrzne), samoloty i helikoptery bazujące zarówno na lądzie, jak i na pokładach okrętów
- Fusiliers de Marine (fizylierzy morscy), oddziały lądowe zabezpieczające bazy marynarki i Commandos de Marine (komandosi morscy), znani pod skrótową nazwą FORFUSCO.
- Gendarmerie Navale, żandarmeria polowa marynarki i straż przybrzeżna.

W 2006 w marynarce francuskiej służyło 43 771 żołnierzy oraz 10 015 pracowników cywilnych.
Warto odnotować, że Troupes de marine (piechota morska), zorganizowana w Régiments d’Infanterie de Marine (elitarne RIMa) to dzisiejsza nazwa dawnych oddziałów Troupes Coloniales (wojsk kolonialnych), które nie należą do marynarki, lecz do armii.
W 2011 główne okręty marynarki francuskiej to:
- 1 lotniskowiec („Charles de Gaulle”)
- 12 niszczycieli rakietowych (2 typu Cassard, 7 Georges Leygues (F70), 2 F67, 1 typu Suffren) – oficjalnie klasyfikowane są jako fregaty pierwszej klasy
- 11 fregat rakietowych (5 typu La Fayette, 6 Floréal) – oficjalnie klasyfikowane są jako fregaty drugiej klasy
- 9 korwet rakietowych (typu A69)
- 4 atomowe okręty podwodne z rakietami balistycznymi (3 typu Le Triomphant, 1 typu Le Redoutable)
- 6 atomowych okrętów podwodnych myśliwskich (typu Rubis)

## Historia
Dzieje marynarki francuskiej sięgają wczesnego średniowiecza, walk z wikingami, operacji desantowej Wilhelma Zdobywcy na wybrzeżu angielskim, bitwy pod Sluys przegranej na rzecz Anglików i pod La Rochelle, tym razem – przy udziale eskadry kastylijskiej – wygranej.
Prawdziwą siłą i znakomitym instrumentem w działaniach zewnętrznych stała się La Royale za panowania Ludwika XIV, który potrafił marynarkę dobrze wyszkolić i wyposażyć, co pozwoliło jej odnieść szereg zwycięstw (jak na przykład w bitwie pod Palermo oraz w starciach z Anglikami i Holendrami na początku Wojny Dziewięcioletniej. Kłopoty finansowe nie pozwoliły wykorzystać tych zwycięstw i inicjatywa znalazła się w rękach przeciwników.

### XVIII wiek

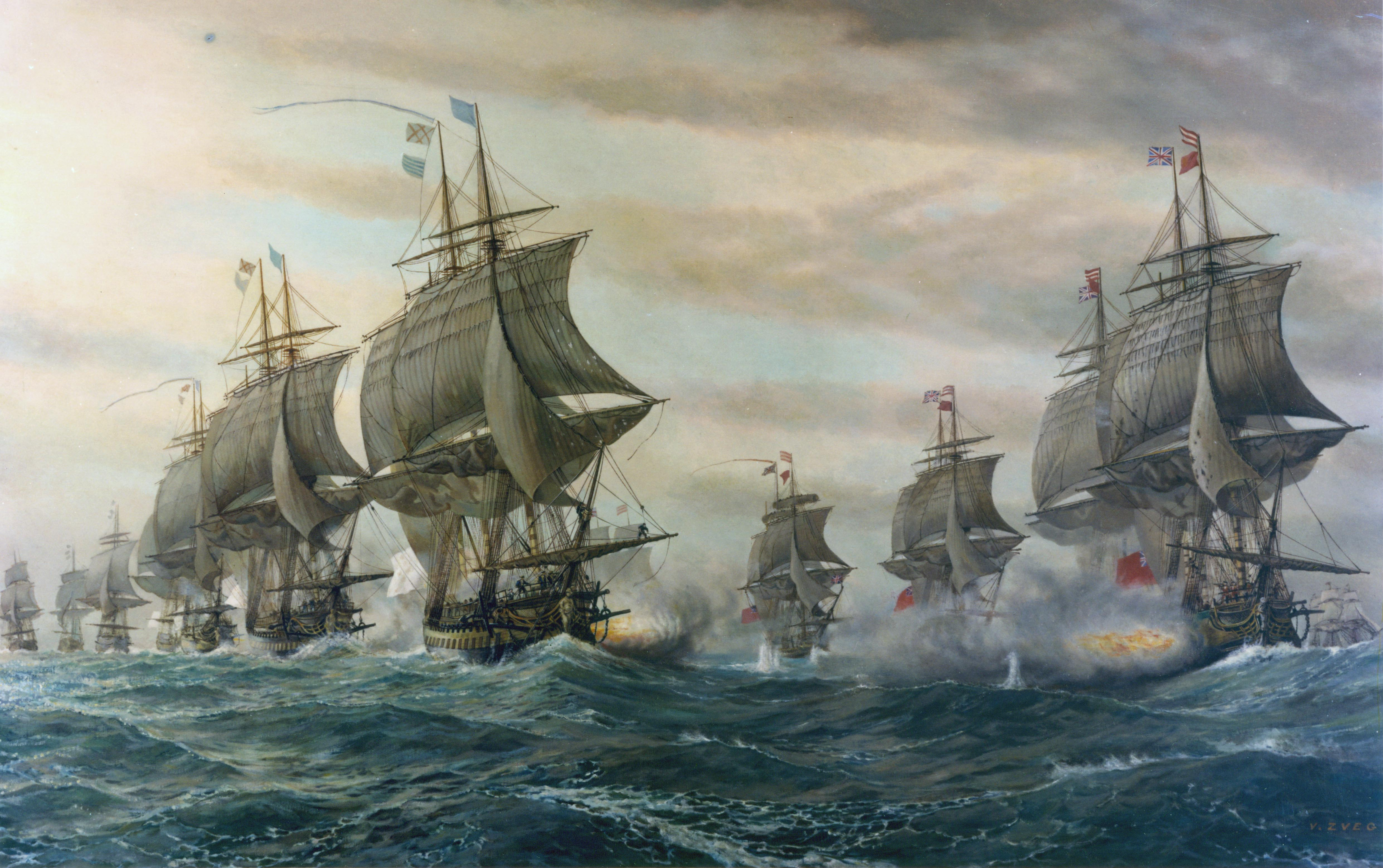
Francuskie okręty liniowe w zatoce Chesapeake

XVIII stulecie to okres rosnącej przewagi brytyjskiej Royal Navy na morzach i oceanach świata. W wojnie o sukcesję austriacką i wojnie siedmioletniej lekceważona przez nie interesującego się jej sprawami Ludwika XV marynarka francuska doznała licznych porażek, które doprowadziły niemal do jej unicestwienia. Dzieła jej odbudowy podjął się pierwszy minister Étienne-François de Choiseul, który zrozumiał, że bez posiadania silnej floty Francuzi nie mogą w żaden sposób przeciwstawić się Brytyjczykom. Świadectwem ożywienia francuskiej marynarki było m.in. pierwsze francuskie opłynięcie globu przez wyprawę badawczą Bougainville’a w roku 1766.
Dzięki Choiseulowi i jego następcom, osobiście popieranym przez żywo zainteresowanego sprawami floty Ludwika XVI, w czasie amerykańskiej wojny o niepodległość marynarka francuska wspólnie z sojuszniczą flotą hiszpańską mogła podjąć otwartą walkę z największą flotą wojenną ówczesnego świata. W najważniejszej bitwie morskiej tej wojny flota francuska pod dowództwem markiza de Grasse pokonała Brytyjczyków w zatoce Chesapeake w roku 1781, przesądzając tym samym o zagładzie odciętych od morza i zablokowanych na lądzie sił brytyjskich w bitwie pod Yorktown, co zadecydowało o niepodległości Stanów Zjednoczonych. Z kolei w Indiach Pierre de Suffren przeprowadził szereg kampanii przeciw flocie brytyjskiej w latach 1781–1783, osiągając znaczącą przewagę nad wiceadmirałem sir Edwardem Hughesem. Marynarka francuska w tej wojnie odniosła zatem strategiczne zwycięstwo, czego nie mogła zmienić nawet klęska de Grasse w bitwie pod Saintes w roku 1782. W roku 1783, po zakończeniu wojny, flota francuska liczyła 69 okrętów liniowych i 55 fregat.
Jednak rewolucja francuska, eliminując większość oficerów arystokratycznego pochodzenia, doprowadziła Marynarkę do niemalże całkowitego upadku. Wysiłki zmierzające do ponownego przywrócenia jej dawnej świetności za Napoleona uniemożliwiła śmierć admirała Louisa de Latouche Tréville’a w roku 1804 i bitwa pod Trafalgarem w roku następnym, kiedy Brytyjczycy zniszczyli znaczną część floty francuskiej i hiszpańskiej. Ta klęska zapewniła Royal Navy dominację aż do czasu zakończenia II wojny światowej.
Jedynym znaczącym zwycięstwem nad siłami brytyjskimi w czasie wojen napoleońskich była bitwa o Grand Port na Oceanie Indyjskim, wygrana przez admirała Duperré w roku 1810.

### Odrodzenie w XIX stuleciu
W swym słynnym przemówieniu z roku 1852 Napoleon III oświadczył, że „Cesarstwo to pokój” („L’Empire, c’est la paix”), w rzeczywistości jednak dążył do umocnienia potęgi Francji, co zmuszało Marynarkę do licznych akcji militarnych na wodach całego świata.

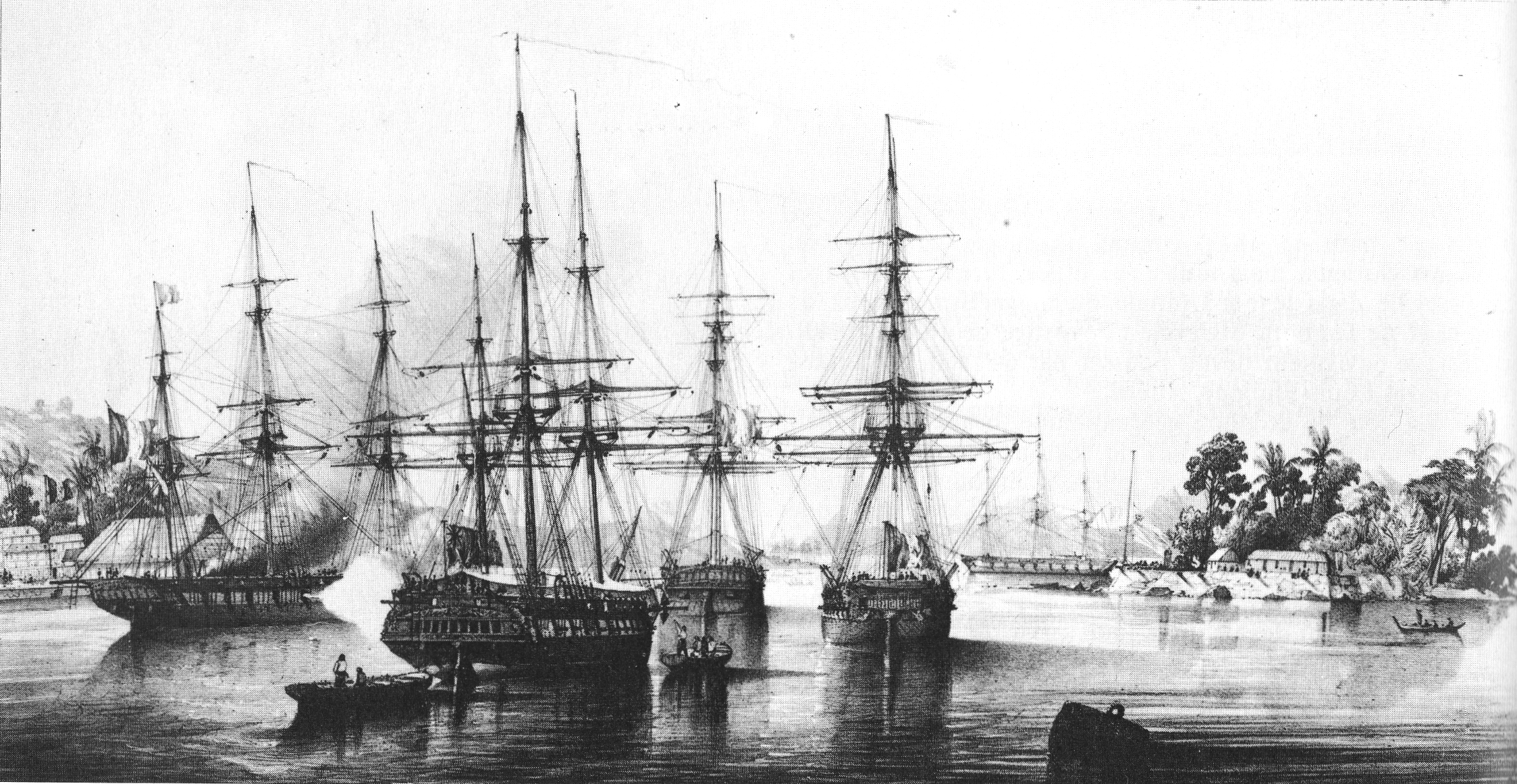
Abel Thouars zajmuje Tahiti

W roku 1842 flotylla admirała Abela Aubert Dupetit Thouarsa zajęła Tahiti; jego bratanek Abel-Nicolas Bergasse Dupetit Thouars podjął pacyfikację Markizów w roku 1880.
Rywalizacja Napoleona III z Rosją o wpływy w Imperium Osmańskim doprowadziła do udziału Francji w wojnie krymskiej (od marca 1854 do marca 1856). Właśnie podczas tej wojny Napoleonowi udało się zawrzeć sojusz ze Zjednoczonym Królestwem, który to sojusz działał w latach późniejszych.

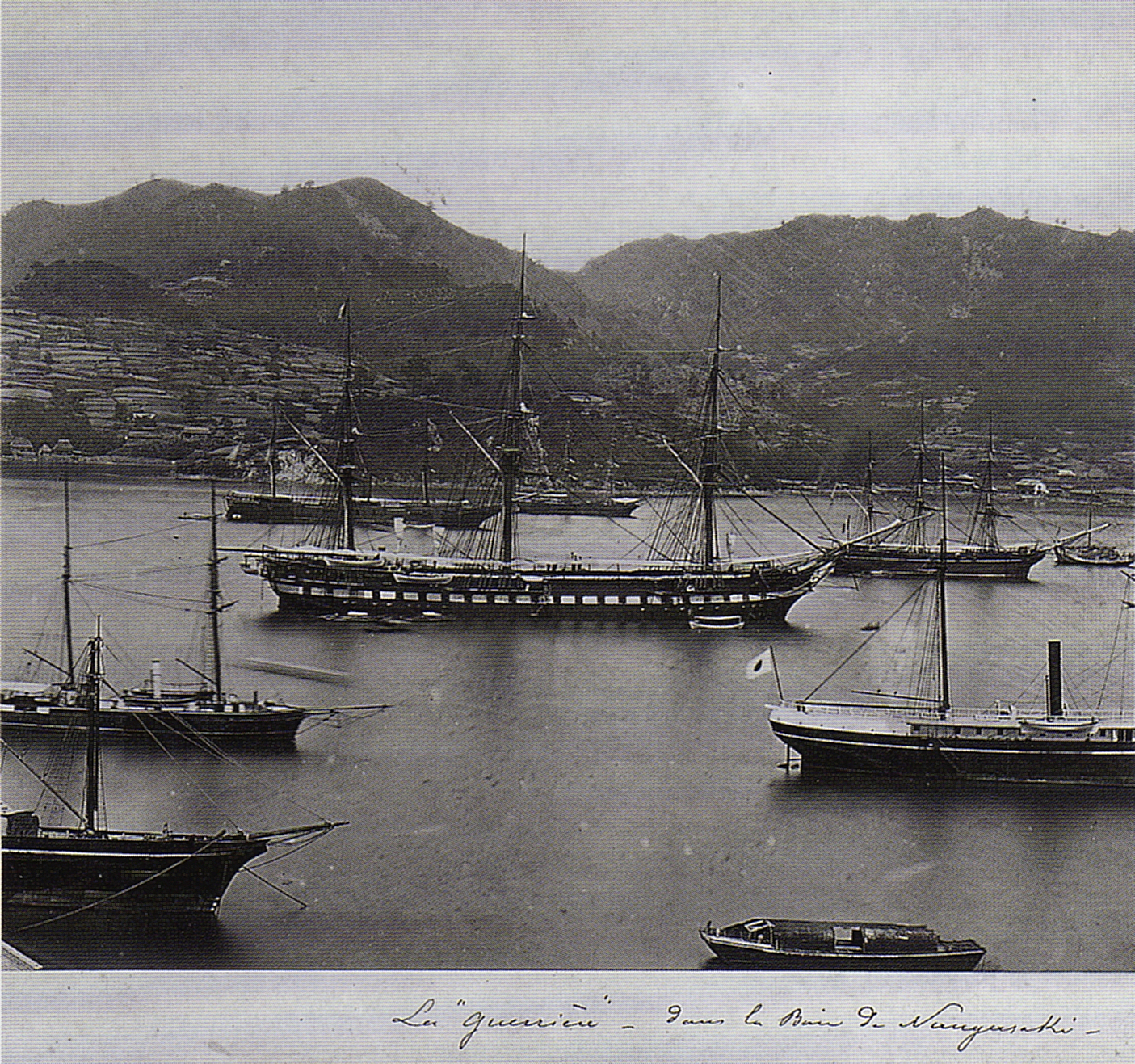
Fregata La Guerrière podczas kampanii przeciwko Korei

Za panowania Napoleona III przeprowadzono pierwsze skuteczne działania zmierzające do opanowania Indochin. Cesarz wyraził zgodę na ekspedycję flotylli okrętów w 1858 roku w celu wymuszenia na Wietnamczykach lepszego traktowania francuskich misjonarzy katolickich oraz zgody dworu w Huế na francuską obecność w tym kraju. Napoleon uważał, że bez kolonii w Azji Francja zostanie zepchnięta do roli drugorzędnej siły na arenie międzynarodowej. W Paryżu panowało ponadto przekonanie, że Francja ma do spełnienia „misję cywilizacyjną”.. To doprowadziło do inwazji na pełną skalę w roku 1861. W 1862 wojna została zakończona a Wietnam musiał oddać trzy prowincje na południu, które nazwane zostały Kochinchiną, otworzyć trzy porty dla francuskich kupców, zezwolić na nieskrępowane działanie floty francuskiej przeciwko Kambodży (co doprowadziło w roku 1867 do objęcia Kambodży francuskim protektoratem), zezwolić francuskim misjonarzom na swobodne działanie i pokryć znaczną część kosztów całej operacji.
W Chinach Francja wzięła udział, wraz z Wielką Brytanią, w drugiej wojnie opiumowej, a w roku 1860 oddziały francuskie wkroczyły do Pekinu. Chiny zostały zmuszone do złagodzenia sztywnych przepisów handlowych, dopuszczenia do wolnej żeglugi na rzece Jangcy, religijnego równouprawnienia chrześcijan i zapewnienia Francji i Wielkiej Brytanii licznych rekompensat. Wraz z interwencją w Wietnamie dało to podstawy do późniejszych wpływów francuskich w południowych Chinach.
W roku 1866 siły Marynarki Francuskiej wzięły udział w próbie skolonizowania Korei. Dały się również we znaki Japonii podczas bombardowania Shimonoseki w 1863. W czasie wojny chińsko-francuskiej (1884–1885) Marynarka Francuska pod dowództwem Amédée Courbeta zniszczyła flotę chińską podczas bitwy pod Fuzhou.
Francuska Marynarka przeprowadziła skutecznie blokadę portów meksykańskich podczas tzw. „wojny ciastkowej” w roku 1838. W okresie od stycznia 1862 do marca 1867 roku Meksyk stanowił szczególny obiekt zainteresowania Francji. Napoleon III, wykorzystując jako pretekst to, że rewolucyjne władze meksykańskie przestały spłacać zadłużenie zagraniczne kraju, postanowił utworzyć francuską strefę wpływów w Ameryce Środkowej poprzez stworzenie w Meksyku profrancuskiej monarchii; projekt gorąco popierany przez meksykańskie klasy średnie i wyższe, zainteresowane w powstaniu w kraju państwa świeckiego, wolnego od klerykalizmu. Pomysł nie wypalił, interwencja francuska zakończyła się kompletnym fiaskiem i śmiercią cesarza Maksymiliana, rozstrzelanego przez wojska Benito Juareza Garcii.

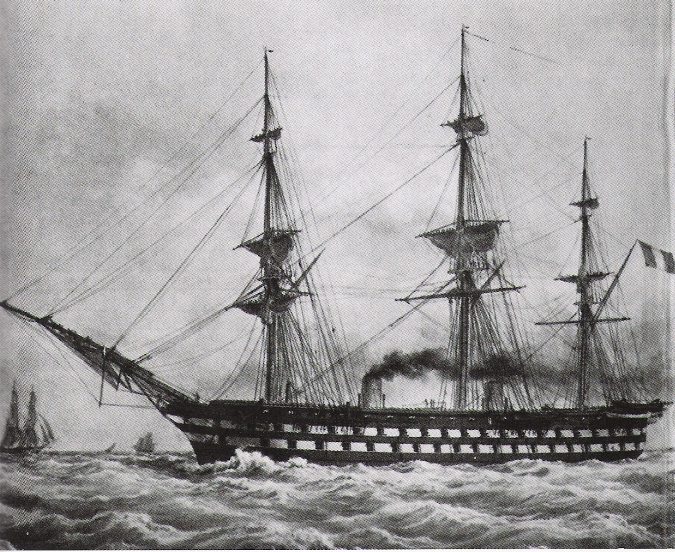
Le Napoléon (1850), pierwszy parowy okręt liniowy w historii

W ciągu XIX wieku marynarka wojenna odżyła, zajmując drugie miejsce na świecie za Royal Navy. Pragnąc za wszelką cenę pokonać Brytyjczyków sięgano po wynalazki, które prowadziły do szybkiego unowocześnienia floty:
- korzystając z opracowań Henri-Josepha Paixhansa – Francja odgrywała wiodącą rolę w pracach nad nowoczesną amunicją wybuchową do dział okrętowych;
- w 1850 roku zwodowano „Napoléon”, pierwszy okręt liniowy o napędzie parowym;
- fregata pancerna „La Gloire” była pierwszym oceanicznym pancernikiem, zwodowanym w roku 1853;
- w roku 1863 Francuska Marynarka Wojenna zwodowała „Plongeur”, pierwszy na świecie okręt podwodny z napędem mechanicznym;
- w roku 1876 francuski okręt liniowy „Redoutable” był pierwszym na świecie okrętem o całkowicie stalowym kadłubie (w odróżnieniu od żelaznych);
- w roku 1887 zwodowano pierwszy krążownik pancerny nowej koncepcji „Dupuy de Lôme”.

Istotną rolę we wprowadzaniu nowości konstrukcyjnych odegrał konstruktor Henri Dupuy de Lôme. Ponieważ w II połowie XIX wieku stało się jednak jasne, że Francja nie mogła sobie pozwolić na ilościowe dorównanie marynarce brytyjskiej w budowie ciężkich okrętów, istotne znaczenie miała powstała wówczas doktryna tzw. „Młodej Szkoły” (Jeune École), wzywająca do budowy znacznej liczby mniejszych i tańszych okrętów uzbrojonych w torpedy, zdolnych do pokonania ciężkich okrętów brytyjskich. Koncepcja ta kładła nacisk na wykorzystanie nowych środków technicznych. Wyrazem koncepcji Młodej Szkoły było m.in. opracowanie klasy krążowników pancernych, mających służyć do działań rajderskich na liniach komunikacyjnych.

### XX wiek
Na początku XX wieku w rozwoju marynarki francuskiej nastąpił zastój, w rezultacie została ona prześcignięta ilościowo i jakościowo także przez floty Niemiec, będących potencjalnym wrogiem i USA. Utraciła ona pozycję lidera w postępie technicznym i z opóźnieniem wprowadziła nowe pancerniki – drednoty i krążowniki lekkie, budując nadal serie przestarzałych już przeddrednotów, krążowników pancernych i pancernopokładowych oraz małych torpedowców; zastój panował także w budowie niszczycieli i okrętów podwodnych. Mimo to, marynarka dobrze spełniała swoją rolę w czasie I wojny światowej. Na podstawie porozumienia z Brytyjczykami, głównym teatrem działań marynarki francuskiej było Morze Śródziemne. Główną operacją floty francuskiej, we współdziałaniu z brytyjską, była operacja dardanelska.
Liczba okrętów głównych klas Marynarki Francuskiej na początku / pod koniec I wojny światowej:
- pancerniki – drednoty: 4/7
- pancerniki – przeddrednoty: 17/13
- krążowniki pancerne: 22/18
- krążowniki pancernopokładowe: 13/12
- niszczyciele: 35/42 (wyporność pow. 500 t)
- torpedowce: 180/164 (w tym 53 małe niszczyciele)
- okręty podwodne: 50/61

Podczas wojny wysiłek Francji skupiony był przede wszystkim na walkach na lądzie, a północno-wschodnia część kraju znalazła się pod okupacją, toteż budowano niewiele nowych okrętów, zwłaszcza większych klas. Utracono natomiast 4 pancerniki, 5 krążowników, 23 niszczyciele i torpedowce, 14 okrętów podwodnych, 7 krążowników pomocniczych, 49 awizów i patrolowców. W efekcie, po I wojnie światowej marynarka francuska spadła na 4. miejsce w świecie, po brytyjskiej, amerykańskiej i japońskiej; jedynie niewiele słabsza była flota włoska, postrzegana przez kolejne dwudziestolecie jako główne zagrożenie. W latach 20. wycofano większość przestarzałych okrętów, z powodów finansowych budowano niewiele nowych, głównie krążowników, niszczycieli i okrętów podwodnych (budowa okrętów liniowych była zabroniona traktatem waszyngtońskim). Bardziej dynamiczny rozwój floty miał miejsce w latach 30., zbudowano wtedy m.in. dwa nowoczesne pancerniki i rozpoczęto budowę dwóch dalszych. Mimo wczesnych prób z bazowaniem samolotów na okrętach, Francja zrezygnowała z rozwijania lotniskowców, budując tylko jeden okręt „Béarn”.
Już w roku 1909 francuski wynalazca Clément Ader przedstawił w pracy L’Aviation Militaire opis okrętu wyposażonego w płaski pokład-lądowisko, z niewielką wysepką nadbudówek przy jednej z burt, windami i podpokładowymi hangarami dla samolotów, lecz nie spotkało się to z zainteresowaniem we Francji, natomiast attaché morski ambasady USA w Paryżu posłał raport o tym do Waszyngtonu i to w USA w 1910 podjęto pierwsze próby operowania samolotów lądowych na okrętach.
Wynalezienie wodnosamolotu w roku 1910 zrodziło pierwsze pomysły na zbudowanie okrętu zdolnego do przenoszenia oraz startu i lądowania samolotów, wciąż jeszcze wyposażonych w pływaki. W 1911 przebudowano wodowany wcześniej tender torpedowców „Foudre” na pierwszy na świecie tender wodnosamolotów, które dokowano w hangarach na pokładzie, skąd opuszczano je na wodę za pomocą dźwigu. „Foudre” w listopadzie 1913 roku przebudowano, dodając 10-metrową platformę startową.
W okresie międzywojennym, z powodu niemożności budowy dużych liczby okrętów, w marynarce francuskiej dążono do posiadania niewielkich liczby jednostek, które przewyższały jednak swe odpowiedniki we flotach państw ościennych. Dla przykładu, stocznie francuskie zbudowały „superniszczyciele”, które w okresie II wojny światowej uważane były przez aliantów za odpowiedniki krążowników lekkich. Niszczyciele typu „Le Fantasque” pozostały do dzisiaj najszybszymi niszczycielami w historii. Okręt podwodny „Surcouf” był w swoim czasie największym i najlepiej uzbrojonym okrętem podwodnym świata. Dwa pancerniki typu Dunkerque, opracowane w celu zwalczania niemieckich „pancerników kieszonkowych” wzbudziły wielkie zainteresowanie dużymi możliwościami bojowymi przy ograniczonej wielkości i stały się impulsem rozwoju na świecie generacji tzw. szybkich pancerników, a według opinii części ekspertów, dwa pancerniki typu „Richelieu” były najlepszymi pancernikami opracowanymi przed wojną na świecie, w ramach ograniczeń wielkości narzuconych traktatem waszyngtońskim.
Liczba okrętów głównych klas Marynarki Francuskiej w służbie w chwili ataku niemieckiego w maju 1940 (w nawiasie jednostki w ostatnim stadium budowy lub wykończenia)
- nowoczesne pancerniki: 2 (+1)
- stare pancerniki – drednoty: 5, w tym 2 szkolne
- lotniskowce: 1
- krążowniki ciężkie: 7
- krążowniki lekkie: 11, w tym 1 szkolny
- wielkie niszczyciele: 32
- niszczyciele: 26 (+8)
- okręty podwodne: 77

Zaawansowane w budowie były także: 1 nowoczesny pancernik, 4 niszczyciele i kilka okrętów podwodnych.

### II wojna światowa
Na początku wojny marynarka francuska czynnie uczestniczyła w działaniach patrolowych na Atlantyku i w kampanii norweskiej, dokonała także bombardowania portu w Genui. Jednak po zawieszeniu broni w czerwcu 1940 roku, flota Francji natychmiast została wycofana z akcji, stając się poważnym problemem dla osamotnionej Wielkiej Brytanii.
Francuski rząd Vichy ogłosił neutralność i zobowiązał się do niewydania floty francuskiej Niemcom, co zostało zagwarantowane w warunkach rozejmu. Dowódca floty i minister marynarki François Darlan rozkazał niszczyć okręty w razie groźby wpadnięcia w obce ręce. Niemniej jednak, ryzyko przejęcia silnej floty francuskiej przez Niemców w dalszym toku wojny było realne i Brytyjczycy postanowili wyeliminować to zagrożenie. Niewielka część okrętów francuskich znajdowała się w portach brytyjskich, zostały więc przejęte przez Brytyjczyków i włączone do Floty Wojennej Wolnych Francuzów (Forces navales françaises libres – FNFL) lub rozbrojone i unieruchomione albo obsadzone załogami innych państw alianckich, w tym polskimi (zobacz okręty francuskie pod polską banderą).

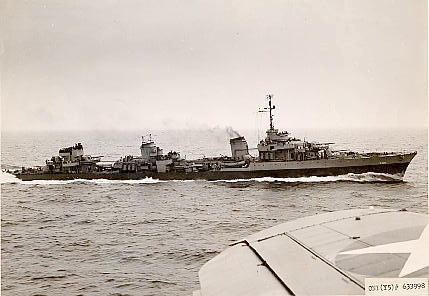
Szybki niszczyciel „Fantasque”

Po zawieszeniu broni z Niemcami główne siły Francuskiej Marynarki Wojennej stacjonowały w Dakarze i w Mers el-Kebir w Afryce Północnej. Do sił tych Royal Navy wystosowała ultimatum, a po jego odrzuceniu zbombardowała i zatopiła część okrętów bazujących w Mers el-Kebir (Operacja Catapult) 3 lipca 1940. Akcja ta wpłynęła negatywnie na wzajemne stosunki francusko-brytyjskie. We wrześniu 1940 alianci i Wolni Francuzi usiłowali wylądować w Dakarze, w listopadzie 1940 lądowali w Gabonie, w czerwcu 1941 lądowali w Syrii, w maju 1942 dokonali lądowania na Madgaskarze, a w listopadzie 1942 w Maroku i Algierii (operacja Torch). Doszło wówczas do starć okrętów francuskich wiernych rządowi w Vichy z aliantami, bez sukcesów, natomiast zakończonych zniszczeniem wielu francuskich okrętów, głównie kilkunastu niszczycieli i okrętów podwodnych. W odpowiedzi na lądowanie w Afryce północnej, Niemcy zajęli do tej pory nie okupowaną Francję rządu Vichy, wraz z portem wojennym w Tulonie, gdzie stacjonowały pozostałe siły Francuskiej Marynarki Wojennej (Operacja Lila). Francuzi, nie chcąc wydać floty Niemcom, zatopili ok. 80 swoich okrętów w porcie w Tulonie 27 listopada 1942, niszcząc je w takim stopniu, że nie nadawały się do remontu. Zaledwie kilka okrętów podwodnych zdecydowało się na opuszczenie portu przed opanowaniem portu przez Niemców i dołączenie do floty alianckiej. Niemcom udało się 8 grudnia 1942 opanować port w Bizercie, jednakże przejęli tam tylko niewielkie jednostki. Większość Francuzów uznała akcję niemiecką za agresję, co przyciągnęło do FNFL więcej ochotników. Wolni Francuzi otrzymali także okręty przejęte we francuskich koloniach oraz przekazane im przez Wielką Brytanię i USA. Francuskie okręty brały później udział w lądowaniu w południowej Francji (operacja Dragoon) i w Normandii (operacja Neptune).

### Okres powojenny
Z II wojny światowej marynarka francuska wyszła bardzo osłabiona. Trzon sił stanowiły dwa pancerniki: „Richelieu” i nowo wykończony bliźniaczy „Jean Bart”, jednakże klasa pancerników szybko straciła przydatność i w połowie lat 50. je wycofano. Oprócz nielicznych okrętów przedwojennych i uzyskanych na przełomie lat 40. i 50. od USA i w mniejszym zakresie od Wielkiej Brytanii, do służby wcielono szereg niszczycieli i mniejszych okrętów uzyskanych w ramach podziału floty niemieckiej i włoskiej. Szybko jednak nowe okręty zaczął dostarczać francuski przemysł stoczniowy, stając się od końca lat 60. wyłącznym dostawcą okrętów. Jako jedną z pierwszych zbudowano serię niszczycieli typu T47.
Nacisk na samodzielność militarną Francji i jej szerokie interesy na świecie spowodowały pojawienie się jako trzonu floty lotniskowców: początkowo amerykańskich i brytyjskich wojennej budowy, następnie w latach 60. własnej konstrukcji, ich liczba jednak nie przekraczała 2-3 z powodów finansowych. Nacisk kładziono na wyposażanie okrętów we własne systemy uzbrojenia, w tym rakietowego. W celu osłony lotniskowców rozwijano liczną grupę okrętów eskortowych, przede wszystkim niszczycieli rakietowych (zarówno niszczyciele i fregaty klasyfikowano we Francji po wojnie początkowo jako eskortowce, następnie jako fregaty). Z uwagi na konieczność osłony konwojów i ochrony terytoriów zamorskich, liczną grupą okrętów stały się także fregaty i korwety, o umiarkowanych możliwościach bojowych. Jako jedno z trzech tylko mocarstw atomowych, Francja samodzielnie opracowała i wprowadziła od 1972 do służby atomowe okręty podwodne z pociskami balistycznymi.
Po zakończeniu zimnej wojny i odprężeniu na świecie, francuska marynarka została od początku lat 90. zredukowana. Jeszcze w 1991 liczyła 2 lotniskowce, 1 śmigłowcowiec, 1 krążownik rakietowy, 16 niszczycieli rakietowych, 21 fregat, 6 atomowych okrętów podwodnych z rakietami balistycznymi, 4 atomowych i 9 konwencjonalnych myśliwskich okrętów podwodnych. Rozpoczął się także proces, rozpisany do 2015 roku, wymiany generacyjnej okrętów.

## Wyposażenie

### Okręty Marine nationale
| Typ                                               | Okręty             | Wejście do służby | Producent                                                                                               | Zdjęcie                                                |                 |
| Lotniskowce (1)                                   | Lotniskowce (1)    | Lotniskowce (1)   | Lotniskowce (1)                                                                                         | Lotniskowce (1)                                        | Lotniskowce (1) |
| ------------------------------------------------- | ------------------ | ----------------- | --- | ------------------------------------------------------ | --------------- |
| Charles de Gaulle (atomowy)                       | 1                  | 18 maja 2001      | Direction des Constructions Navales, Brest (DCN)                                                        | Lotniskowiec „Charles de Gaulle”                       |                 |
| Śmigłowcowce-okręty desantowe-doki (3)            |                    |                   | |                                                        |                 |
| Mistral                                           | 3                  | 2005−2012         | Direction des Constructions Navales, Brest (DCNS) Chantiers de l’Atlantique, Saint-Nazaire (STX Europe) | Dixmude (L9015)                                        |                 |
| Okręty podwodne (10)                              |                    |                   | |                                                        |                 |
| Triomphant (atomowe, przenoszące pociski jądrowe) | 4                  | 1997-2010         | DCN Cherbourg                                                                                           | Le Téméraire (S617)                                    |                 |
| Rubis (atomowe, myśliwskie)                       | 4                  | 1983-1993         | DCN Cherbourg                                                                                           | Casabianca (S603)                                      |                 |
| Barracuda (atomowe, myśliwskie)                   | 2 (+ 4 planowane)  | od 2020           | | Suffren                                                |                 |
| Niszczyciele, fregaty i korwety (21)              |                    |                   | |                                                        |                 |
| Horizon                                           | 2                  | 2008,2009         | DCNS Lorient                                                                                            | Forbin (D620)                                          |                 |
| FREMM                                             | 8                  | od 2013           | DCNS Lorient                                                                                            | Aquitaine (D650)                                       |                 |
| La Fayette                                        | 5                  | 1996–2001         | DCN Lorient                                                                                             | La Fayette (F710)                                      |                 |
| Floréal                                           | 6                  | 1992–1994         | Chantiers de l’Atlantique, Saint-Nazaire                                                                | Francuska fregata „Floréal”, stacjonująca na Bora-Bora |                 |
| FDI                                               | 1 (+5 planowanych) | od 2022           | | Francuska fregata „Amiral Ronarc’h”                    |                 |
| EPC                                               | ?                  |                   | | Zdjęcie poglądowe                                      |                 |
| Awizo / korwety patrolowe (5)                     |                    |                   | |                                                        |                 |
| D’Estienne d’Orves (A69)                          | 5                  | 1976–1984         | Arsenal de Lorient                                                                                      | Commandant Bouan (D797)                                |                 |
| Niszczyciele min (18)                             |                    |                   | |                                                        |                 |
| Eridan                                            | 11                 | 1984–1988,1997    | Arsenal de Lorient                                                                                      | Verseau (M651)                                         |                 |
| Vulcain (BBPD)                                    | 4                  | 1986–1987         | |                                                        |                 |
| Antarès                                           | 3                  | 1994–1995         | |                                                        |                 |
| Okręty patrolowe (17)                             |                    |                   | |                                                        |                 |
| Albatros (P681)                                   | 1                  | 1967              | | Albatros (P681)                                        |                 |
| Arago (P675) (ex-Lapérouse)                       | 1                  | 1991              | DCN | Arago (P675)                                           |                 |
| L’Audacieuse (P 400)                              | 9                  | 1986–1987         | Constructions Mécaniques de Normandie, Cherbourg                                                        | Tapageuse (P691)                                       |                 |
| Flamant (OPV 54)                                  | 3                  | 1996–1997         | Constructions Mécaniques de Normandie, Cherbourg                                                        | Cormoran (P677)                                        |                 |
| Grèbe (P679)                                      | 1                  | 1990              | | Grèbe (P679)                                           |                 |
| Athos (PSS)                                       | 2                  | 1980,1981         | |                                                        |                 |
| Okręty desantowe (6)                              |                    |                   | |                                                        |                 |
| Champlain (BATRAL)                                | 3                  | 1983–1987         | Ateliers Français de l’Ouest                                                                            | Dumont d’Urville (L9032)                               |                 |
| Dague (L9052)/(EDIC)                              | 1                  | 1987              | |                                                        |                 |
| Rapière (CDIC)                                    | 2                  | 1988,1989         | | Rapière (L9061)                                        |                 |
| Okręty rozpoznawcze wywiadu wojskowego SIGINT (3) |                    |                   | |                                                        |                 |
| Dupuy de Lôme (A759)                              | 1                  | 2006              | Thales/Niestern Sander Delfzijl                                                                         | Dupuy de Lôme (A759)                                   |                 |
| Monge (A601)                                      | 1                  | 1992              | Chantiers de l’Atlantique, Saint-Nazaire                                                                | Monge (A601)                                           |                 |
| Lapérouse (A785 Thétis)                           | 1                  | 1988              | |                                                        |                 |
| Okręty zaopatrzeniowe (4)                         |                    |                   | |                                                        |                 |
| Durance                                           | 4                  | 1980–1990         | Brest Arsenal                                                                                           | Meuse (A607)                                           |                 |
| Okręty hydrograficzne (3)                         |                    |                   | |                                                        |                 |
| Lapérouse                                         | 3                  | 1988−1989         | | Borda (A792)                                           |                 |
| Łodzie patrolowe (47)                             |                    |                   | |                                                        |                 |
| VCSM                                              | 24                 | 2003–2007         | | Huveaune (P619)                                        |                 |
| Okręty szkolne (18)                               |                    |                   | |                                                        |                 |
| Léopard                                           | 8                  | 1982–1987         | | Guepard (A752)                                         |                 |
| Holowniki (68)                                    |                    |                   | |                                                        |                 |
| Okręty gaśnicze (8)                               |                    |                   | |                                                        |                 |
| Okręty pomocnicze (32)                            |                    |                   | |                                                        |                 |

### Lotnictwo morskie (Aéronavale)
| Samolot                   | Producent         | Typ                                | Wersja               | Liczba sztuk | Uwagi |
| ------------------------- | ----------------- | ---------------------------------- | -------------------- | ------------ | --- |
| Dassault Rafale           | Francja           | pokładowy myśliwiec wielozadaniowy | Rafale M F3          | 41           | Zamówiono 58, 3 utracono, 9 wycofano do czasu ich zmodernizowania. |
| Dassault Super Étendard   | Francja           | pokładowy myśliwiec szturmowy      |                      | 0            | W dniu 16 marca 2016 roku zrealizowano ostatni start samolotu Super Etendard Modernisé z lotniskowca. Zadecydowano, że po przelocie z lotniskowca na ląd wszystkie Super Etendard Modernisé mają zostać wycofane do 12 lipca br. a 17. eskadra lotnicza ma w tym czasie zostać przezbrojona na samoloty Dassault Rafale M. |
| Breguet Atlantic          | Francja           | morski samolot patrolowy           | Atlantique 2         | 22           | |
| Dassault Falcon 20        | Francja           | samolot rozpoznawczy               | Falcon 200 H Gardian | 5            | |
| Dassault Falcon 50        | Francja           | samolot rozpoznawczy               | Falcon 50 M          | 4            | Zamówiono 8. |
| Grumman E-2 Hawkeye       | Stany Zjednoczone | samolot wczesnego ostrzegania      | E-2C                 | 3            | |
| Dassault Falcon 10        | Francja           | samolot treningowy                 | Falcon 10 M          | 6            | |
| Embraer 121 Xingu         | Brazylia          | samolot szkolny                    | Xingu 1              | 11           | |
| Mudry CAP 10              | Francja           | samolot szkolny                    | CAP 10B              | 7            | |
| Morane-Saulnier Rallye    | Francja           | samolot szkolny                    | MS-880B              | 9            | |
| Aérospatiale Alouette III | Francja           | śmigłowiec użytkowy                | SA 316B/SA 319B      | 25           | |
| Eurocopter EC225          | Francja           | śmigłowiec SAR                     | SECMAR               | 2            | |
| Eurocopter Dauphin        | Francja           | morski śmigłowiec SAR              | SA 365               | 10           | |
| Eurocopter Panther        | Francja           | morski śmigłowiec ZOP              | AS 565MA             | 16           | |
| NHI NH90                  | Francja           | morski śmigłowiec ZOP/SAR          | NFH 90 Caiman        | 6            | zamówiono 22. |
| Westland Lynx             | Wielka Brytania   | morski śmigłowiec ZOP              | Lynx HAS 4           | 25           | |

## Stopnie oficerskie w Marynarce Francuskiej
| Stopnie francuskie                      |
| --------------------------------------- |
| Admiral                                 |
| Vice-admiral                            |
| Contre-admiral                          |
| Capitaine de vaisseau                   |
| Capitaine de frégate                    |
| Capitaine de corvette                   |
| Lieutenant de vaisseau                  |
| Enseigne de vaisseau de première classe |
| Enseigne de vaisseau de deuxième classe |
| Aspirant                                |

## Dodatkowe informacje
- Marynarka francuska wyróżnia się tym, że nie używa żadnego prefiksu skrótowego przed nazwami swych okrętów (takich jak HMS, USS, czy ORP). Anglojęzyczni publicyści posługują się czasami prefiksem „FS” (od „French Ship”) lub „FNS” (od „French Navy Ship”) nie jest to jednak zgodne ze stanem faktycznym.
- W odróżnieniu od sił lądowych i lotnictwa, oficerowie marynarki nie posługują się słowem mon (skrót od monsieur – pan) przed stopniem (a więc nie mon capitaine,, lecz po prostu capitaine)[11]. Zwyczaj ma pochodzić z czasów napoleońskich – rozgniewany klęską pod Trafalgarem cesarz miał powiedzieć, że oficerowie marynarki nie są godni, by zwracać się do nich przez pan[12].

## Oficerowie Francuskiej Marynarki Wojennej
- Luc-Julien-Joseph Casabianca
- Robert Surcouf
- Louis-René Latouche-Tréville
- Jean-François de La Pérouse
- Bruni d’Entrecasteaux
- Jean Bart
- Jules Dumont d’Urville
- Pierre André de Suffren
- Louis Antoine de Bougainville
- Georges Thierry d’Argenlieu
- Jacques-Yves Cousteau
- Éric Tabarly
- François de Charette

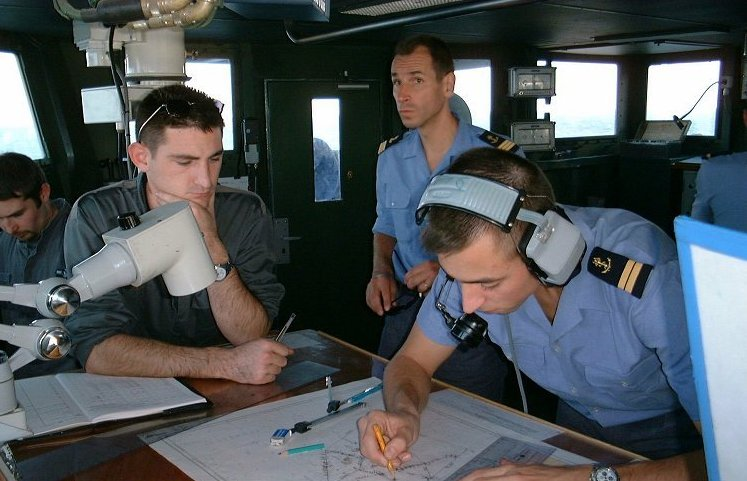
Oficerowie Marynarki na pokładzie fregaty „La Motte-Picquet”
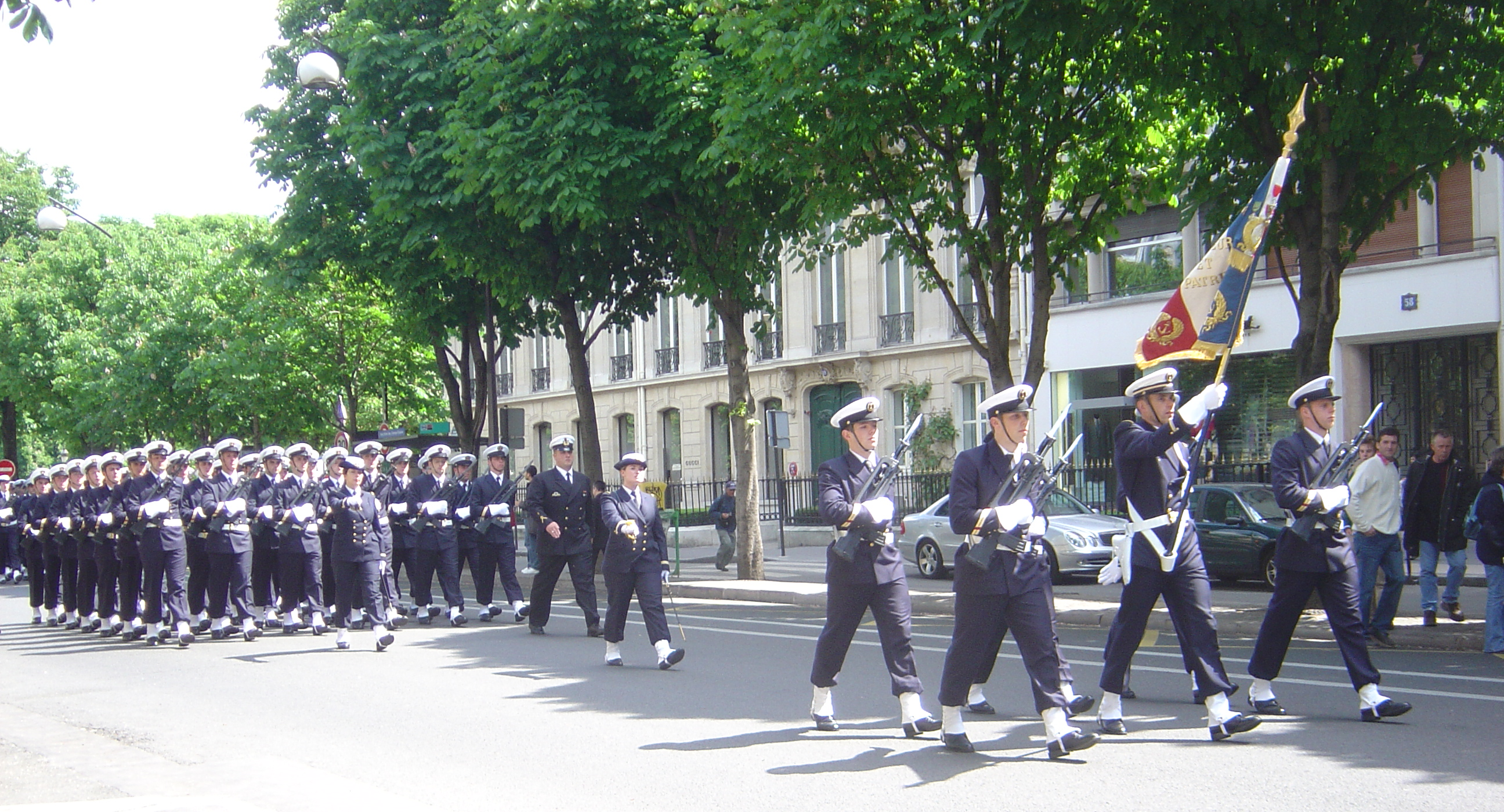
Parada piechoty morskiej w Paryżu
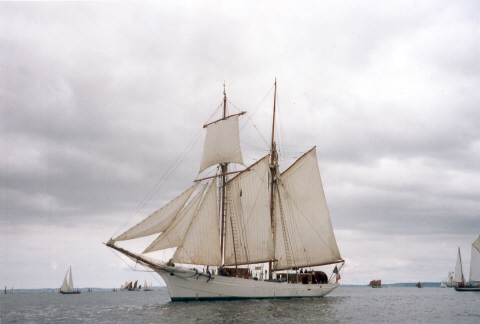
Szkuner szkolny „Belle Poule”
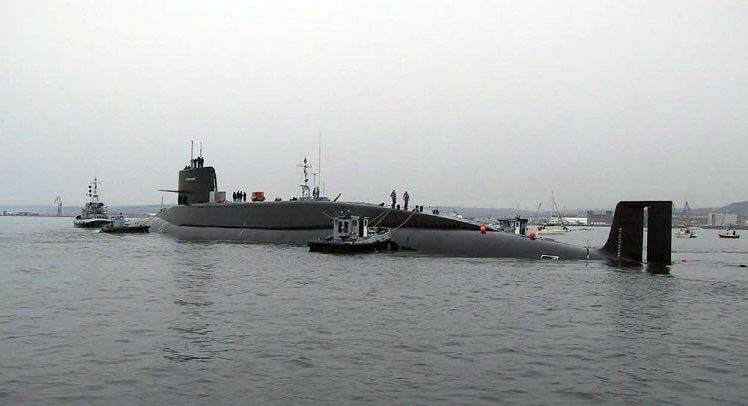
Okręt podwodny typu Redoutable
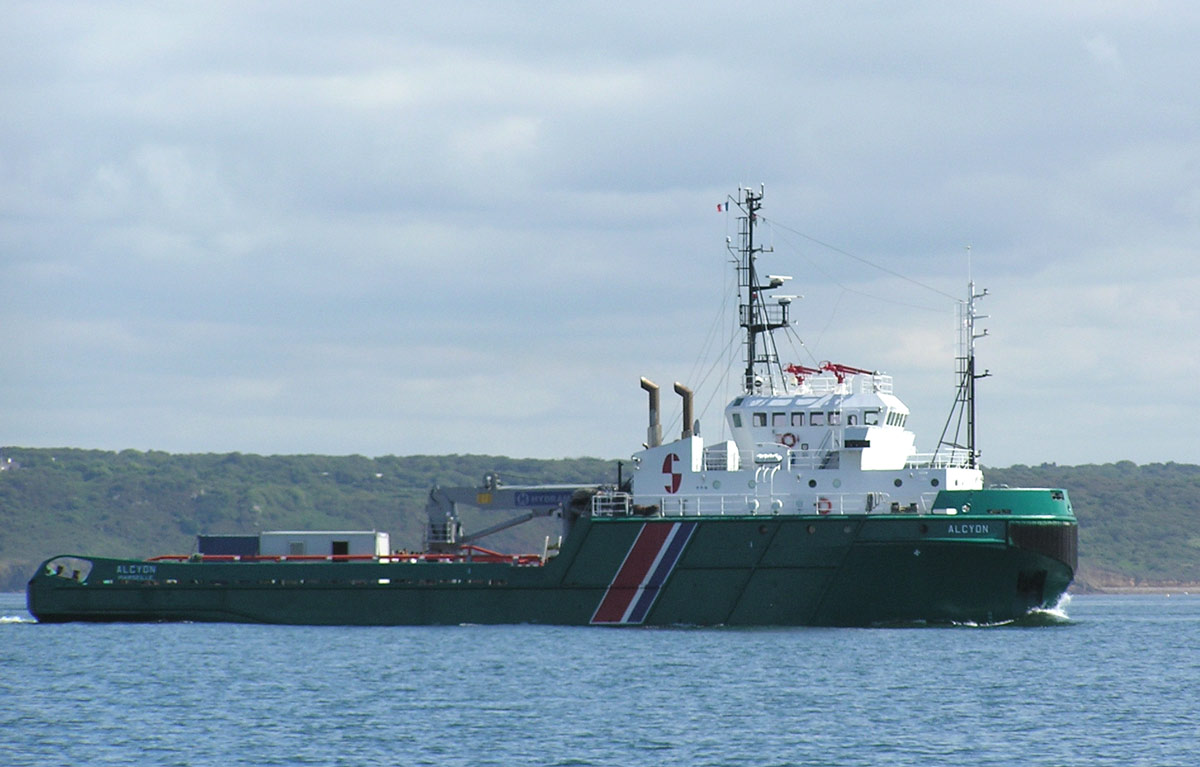
Holownik floty „Alcyon”
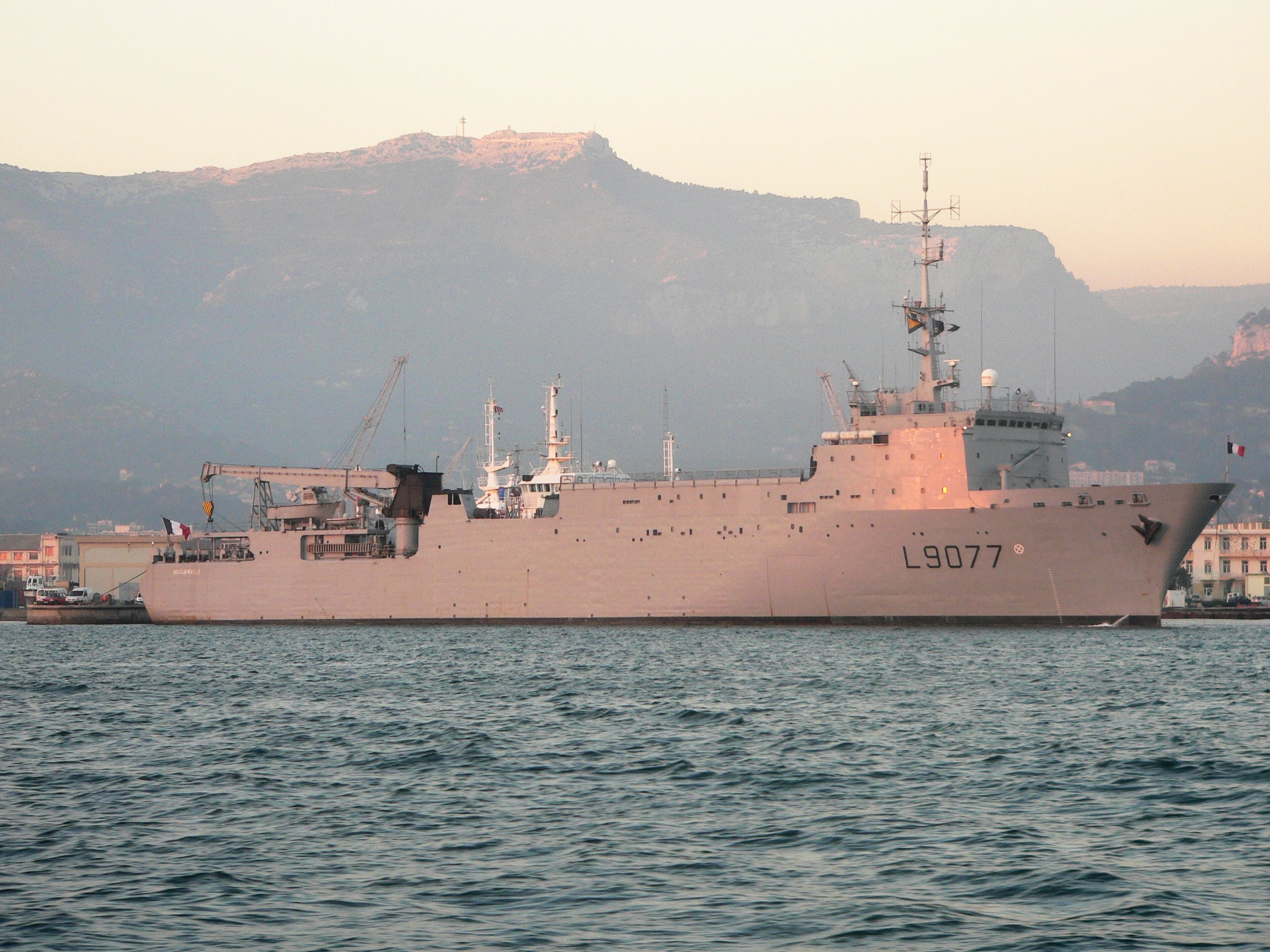
Okręt logistyczny „Bougainville”